# 霊武市
霊武市（れいぶ-し）は中華人民共和国寧夏回族自治区銀川市に位置する県級市。

## 行政区画
- 街道:城区街道
- 鎮:東塔鎮、郝家橋鎮、崇興鎮、寧東鎮、馬家灘鎮、臨河鎮
- 郷:梧桐樹郷、白土崗郷